# Wilk himalajski
Wilk himalajski (Canis himalayensis) – gatunek drapieżnego ssaka z rodziny psowatych (Canidae). Ten pierwotny, mały wilk tworzy niewielką populację na terenie północnych Indii w Himalajach, na obszarze Dżammu i Kaszmiru, Himachal Pradesh oraz we wschodnim Nepalu. Wilk ten należy do osobnej linii wilków tworzących nowy gatunek, która powstała na terenie Indii przybywając tam około 800 tys. lat temu podczas migracji przodków wilków. Obecnie na wolności żyje 320, a w indyjskich ogrodach zoologicznych 21 osobników tego gatunku.